# Klavierbüchlein für Anna Magdalena Bach

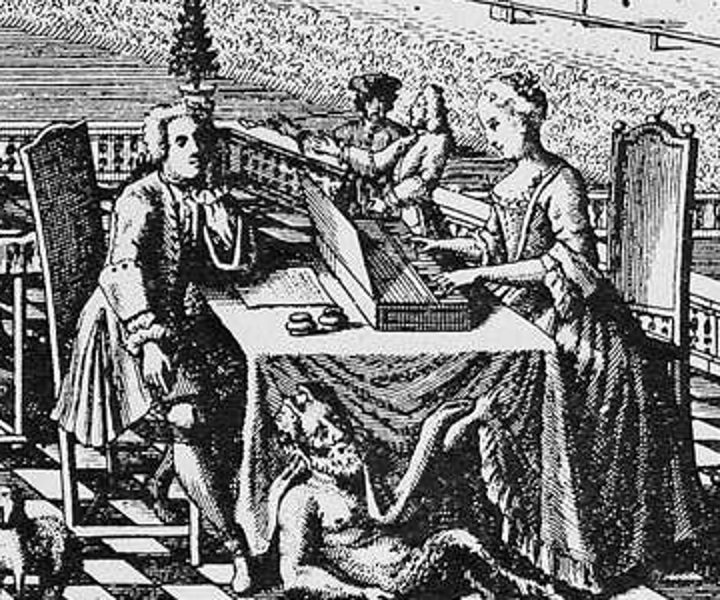
Afbeelding van mogelijk Anna Magdalena Bach

Klavierbüchlein für Anna Magdalena Bach is een naam voor een tweetal verzamelingen van voornamelijk klavierstukken die kort na elkaar werden samengesteld (1722 en 1725) voor en ook door Anna Magdalena Bach, de tweede echtgenote van Johann Sebastian Bach. Het werk is ook bekend als "Klavierbüchlein für Anna Magdalena Bach" en "Notenbüchlein vor Anna Magdalena Bach".
Net als het Klavierbüchlein für Wilhelm Friedemann bevatten zij korte (pedagogische) klavierstukken van diverse aard. Ze speelden waarschijnlijk een belangrijke rol in het praktische en technische muziekonderricht. Er wordt verondersteld dat andere leden van de Bachfamilie gelijksoortige klavierverzamelingen hadden – zoals Bachs zoon Philipp Emanuel - , maar dat deze verloren zijn gegaan.

## Anna Magdalena Bach
Anna Magdalena huwde in 1721 met Bach, anderhalf jaar na het overlijden van diens eerste vrouw Maria Barbara. Zij kwam uit een familie van musici en had een professionele zangopleiding gehad. Zij heeft regelmatig met haar man tot 1725 opgetreden in Köthen en elders; daarna zijn er geen gedocumenteerde optredens, maar haar medewerking als muziekkopiist is goed gedocumenteerd. Haar handschrift komt voor in o.a. de netversies van de cellosuites (BWV 1007-1012), de sonates en partita's voor soloviool (BWV 1001-1006), de orgelsonates (BWV 525-530), de grootste stukken van het Wohltemperiertes Klavier, het Kyrie en het Gloria uit de Mis in b en verschillende cantates.
Hoewel Anna Magdalena, zoals gezegd,  na 1725 geen (gedocumenteerde) optredens met haar man heeft verzorgd, doet een onderdeel in het Klavierbuchlein van 1725 vermoeden dat ze een uitvoering overwoog van de aria Schlümmert ein, ihr matten Augen uit de cantate voor bas Ich habe genug: de aria is getransponeerd van c/Es naar e/G voor sopraan.

## Waarde
De verzamelingen zijn waardevol omdat ze documenteren hoe Bach les gaf, en ze bovendien aangeven hoe in huiselijke kring in het 18e-eeuwse Duitsland werd gemusiceerd. Daarnaast geven ze vergelijkingsmateriaal voor de wijze waarop Bach componeerde (diverse stukken komen in gewijzigde vorm later terug) en geven ze inzicht in de vroege muzikale ontwikkeling van onder anderen Bachs twee oudste zoons, Philipp Emanuel en Wilhelm Friedemann.

## De twee versies van de Klavierbüchlein
De klavierverzamelingen voor Anna Magdalena Bach dateren van 1722 en 1725. Het belangrijkste verschil tussen de beide manuscripten is dat die van 1722 uitsluitend werken van Bach zelf bevat (met name de eerste vijf Franse suites in hun eerste versies), terwijl in de versie van 1725 ook werken van andere componisten zijn opgenomen. Beide manuscripten bevinden zich in de Staatsbibliothek zu Berlin.

## Het Klavierbüchlein van 1722

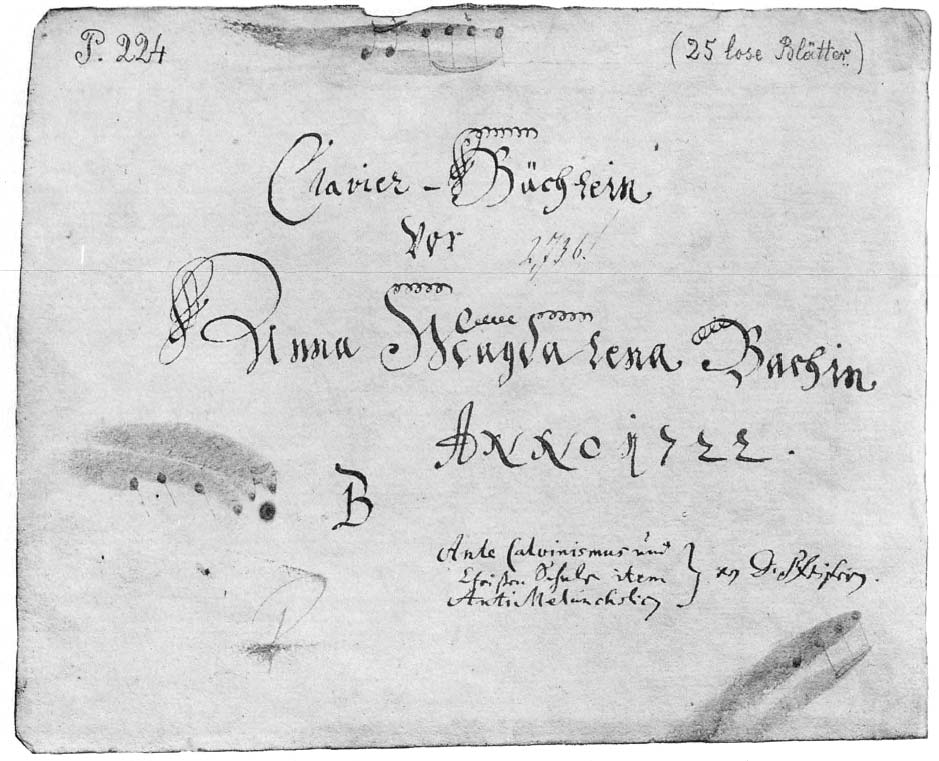
Titelblad Klavierbüchlein 1722
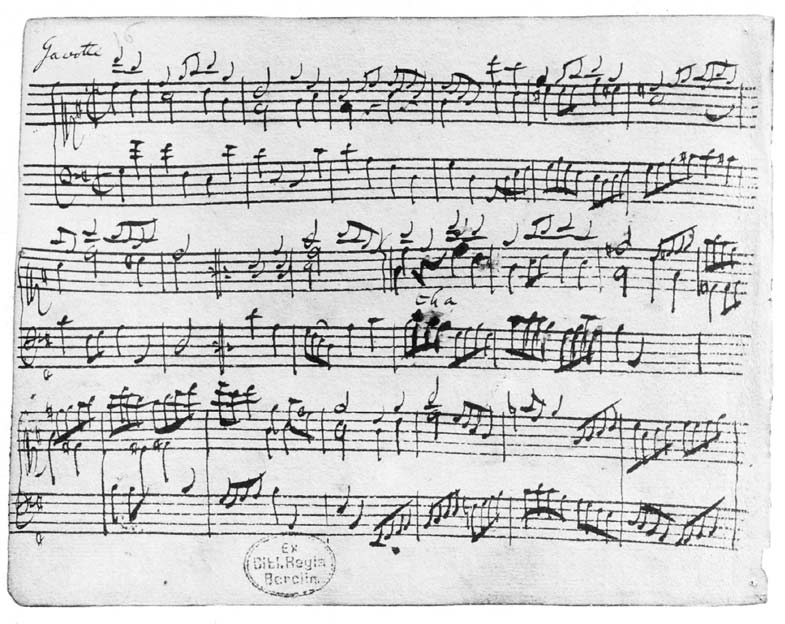
Gavotte uit 5e Franse suite uit het Klavierbüchlein 1722

Het klavierboek van 1722 bevat uitsluitend werken van Bach zelf, met name de eerste versies van de vijf eerste Franse suites. De verzameling is kort na het huwelijk (in 1721) met Anna Magdalena gestart met – waarschijnlijk – zowel het doel haar vaardigheden op het klavier te verbeteren als om haar te vermaken.
Helaas is de verzameling in een zwaar verminkte versie overgeleverd: slechts vijfentwintig bladzijden zijn er over van de ongeveer vijfenzeventig. Het boek heeft een groen papieren kaft met de titel in Anna Magdalena's handschrift: Clavier-Büchlein vor Anna Magdalena Bachin, Anno 1722. De hoeken en achterkant zijn in bruin leer. Anna Magdalena schreef de titels. Bach zorgde echter voor de muzikale invulling. Om onduidelijke redenen schreef Bach op het titelblad de titels van een drietal werken van de theoloog August Pfeiffer.
De inhoud van de versie van 1722 is als volgt:
- Op het titelblad de volgende titels:
  - Ante [sic] Calvinismus (Anti-calvinismus, oder Unterredungen von der Reformierten Religion) (Anti-calvinisme, of conversaties over het gereformeerd geloof)
  - Christen Schule item" wat een verwijzing is naar Pfeiffer Evangelische Christen Schule (Evangelische Christelijke School)
  - AntiMelancholicus verwijst naar Anti-melancholicus, oder Melancholey-Vertreiber (Anti-melancholie of de verdrijver van melancholie)
- De muziek:
  - Vijf klavecimbelsuites, waarvan de eerste drie fragmenten zijn van de stukken die bekend zijn als de Franse suites (BWV 812-814). De twee andere zijn volledig, de Franse suites 4 en 5 (BWV 815 en 816). De menuetten van de suites 2 en 3 zijn gescheiden van de suites; ze zijn waarschijnlijk later - door Anna Magdalena, gezien het handschrift –
  - Fantasia pro organo, onvoltooid (BWV 573); een kort orgelwerk met twaalf voltooide maten en het begin van een dertiende.
  - Aria met variaties in c, onvoltooid ( BWV 991). De eerste tien maten hebben een samenhangende tweestemmigheid, bij de resterende vijfendertig maten is slechts één stem uitgeschreven
  - Jesus, meine Zuversicht, een koraal prelude (BWV 728). Een kort driestemmig stuk van 9 maten
  - Menuet in G (BWV 841) (niet het minuet in G van Petzold uit de versie van 1725). Korte dans met eenvoudige tweestemmigheid in twee delen met herhaling voor elk.

## Het Klavierbüchlein van 1725

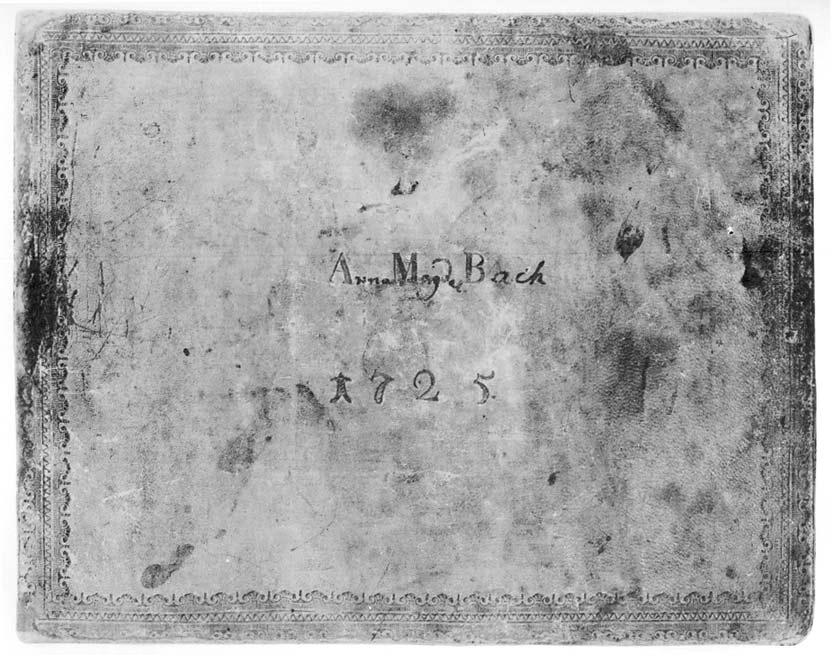
Klavierbüchlein 1725

Het Klavierbüchlein van 1725 is in groen uitgevoerd, met daarop de initialen en het jaartal
A M B
1725
Carl Philipp Emanuel Bach heeft later de initialen aangevuld tot de volledige naam.
De verzameling is voornamelijk in Anna Magdalena's handschrift, aangevuld met stukken in Bachs handschrift en van de zonen Johann Christian en Carl Philipp Emanuel, plus van vrienden van de familie zoals Johann Gottfried Bernhard en Johann Gottfried Heinrich. Ook zijn er werken opgenomen van andere componisten; de auteurs zijn aangegeven, sommige zijn door musicologisch onderzoek later achterhaald – een aantal is nog onbekend.
De inhoud van het Klavierbüchlein van 1725 is als volgt:
- Klavierpartita in a (BWV 827). Dit is de derde partita uit Bachs verzameling van Partita's (BWV 825–830), het eerste deel van de Clavier-Übung uit 1731.
- Klavierpartita in e (BWV 830). Dit is de zesde partita uit de latere partitaverzameling uit 1731.
- Menuet in F (BWV Anhang 113).
- Menuet in G (BWV Anhang 114); toegeschreven aan Christian Petzold – voor Nederlanders vooral bekend als de paddenstoelenmuziek van de Efteling.
- Menuet in g (BWV Anhang 115); toegeschreven aan Christian Petzold.
- Rondeau in Bes (BWV Anhang 183); Les Bergeries van François Couperin uit diens 6e ordre, tweede boek
- Menuet in G (BWV Anhang 116)
- Polonaise in F (BWV Anhang 117a).
- Polonaise in F (BWV Anhang 117b)
- Menuet in Bes (BWV Anhang 118)
- Polonaise in g (BWV Anhang 119)
- Koraal Wer nur den lieben Gott läßt walten (BWV 691)
- Koraalzetting Gib dich zufrieden und sei stille in F (BWV 510)
- Koraalzetting Gib dich zufrieden und sei stille in e (BWV 511)
- Koraalzetting Gib dich zufrieden und sei stille in g (BWV 512)
- Menuet in a (BWV Anhang 120)
- Menuet in c minor (BWV Anhang 121)
- Mars in D (BWV Anhang 122); toegeschreven aan Carl Philipp Emanuel Bach.
- Polonaise in g (BWV Anhang 123); toegeschreven aan Carl Philipp Emanuel Bach.
- Mars in G (BWV Anhang 124); toegeschreven aan Carl Philipp Emanel Bach.
- Polonaise in g (BWV Anhang 125); toegeschreven aan Carl Philipp Emanuel Bach.
- Aria So oft ich meine Tobackspfeife - Erbauliche Gedanken eines Tabaksrauchers in d (BWV 515); toegeschreven aan Gottfried Heinrich Bach[4]
- Aria So oft ich meine Tobackspfeife in g (BWV 515a)
- Menuet fait par Mons. Böhm, gecomponeerd door Georg Böhm; niet in de BWV opgenomen.
- Musette in D (BWV Anhang 126)
- Mars in Es (BWV Anhang 127)
- (Polonaise) in d (BWV Anhang 128)
- Aria Bist du bei mir (BWV 508); een ander bekend werk uit de verzameling – toegeschreven aan Gottfried Heinrich Stölzel
- Klavieraria in G (BWV 988/1); de aria is bekend als de aria uit de Goldbergvariaties – Wolff veronderstelt dat de aria door Anna Magdalena later in 1740 op de twee blanco bladzijden is toegevoegd.
- Solo per il cembalo in Es (BWV Anhalt 129); een klavecimbelstuk van Carl Phillip Emanuel Bach.
- Polonaise in G (BWV Anhalt 130); mogelijk gecomponeerd door Johann Adolph Hasse
- Prelude in C (BWV 846/1); dit is de eerste prelude uit het Wohltemperiertes Klavier, met weglating van maten 16-20, mogelijk om het passend te maken op twee bladzijden
- Klavecimbelsuite in d (BWV 812); dit is de eerste Franse suite
- Klavecimbelsuite in c (BWV 813); dit is een onvolledige versie van de tweede Franse suite
- Niet nader aangeduid stuk (rondeau?) in F (BWV Anhang 131); kinderhandschrift, waarschijnlijk van de tienjarige Johann Christian Bach[5]
- Aria Warum betrübst du dich in f (BWV 516)
- Recitatief Ich habe genug en aria Schlummert ein, ihr matten Augen in G (BWV 82/2-3).
- Koraalzetting Schaff's mit mir, Gott (BWV 514)
- Menuet in d (BWV Anhang 132)
- Aria di Giovannini. Wilst du dein Herz mir schenken (BWV 518)
- Koraalzetting Dir, dir Jehova, will ich singen (vierstemmige versie)(BWV 299)
- Koraalzetting Dir, dir Jehova, will ich singen (voor een zangstem)(BWV 299)
- Lied Wie wohl ist mir, o Freund der Seelen (BWV 517)
- Aria Gedenke doch, mein Geist, zurücke (BWV 509)
- Koraal O Ewigkeit, du Donnerwort (BWV 513)